# はだか拳
『はだか拳』（はだかけん）は、東映・Xstream46にて2021年8月30日より配信されているウェブドラマ作品である。
本項では、続編の『はだか拳Ω』も取り上げる。

## 概要
東映の配信ファーストブランド「Xstream46」第4弾作品。東映公式MIRAIL、Amazonプライムビデオ、ひかりTV、RakutenTVなど各配信サイトで8月30日より順次配信。出演者はオーディションによって選ばれている。
かつてセックス四十八手の映像を撮ったことがあり、これが戦いにも生かせるのではないかという監督・越坂の構想と、大山喜三郎による「脱げば脱ぐほど強くなる」という原案を元に企画。愛する人とセックスした後「死んでもいい」という気持ちになったことがあるという話を聞き、本当に死に至る性技があってもおかしくないのではという点を膨らませ、はだか拳が生まれたと越坂は述べている。また、街を守るという展開は脚本の高橋祐太のアイディア。
アクション監督　HAYATEが未知のアクション「はだか拳」を見事に具現化させる。
DMM動画「邦画人気ランキング」では2位を記録するヒットとなった。
2022年4月27日、第2作である『はだか拳Ω』とともに東映ビデオからDVDが発売。4月29日に発売イベントが行われた。

## あらすじ
20XX年、ネオトーキョー、ネオセンジュ地区。謎の自警団に襲われたところを「はだか拳」の使い手、鉄子に助けられた吉村あきら。連れ去らわれた彼氏を助けるために自らも「脱げば脱ぐほど強くなる」という「はだか拳」を覚えようとするが、それは性行為で相手を絶頂死に至らしめる拳法だった。処女のあきらは「はだか拳」を使うことに躊躇を抱くが、トリプルはだか拳を使いこなす3人組など次々と強敵が襲い掛かる。

## 登場人物
吉村あきら
演 - 小槙まこ
ネオセンジュ出身の女性。処女。彼氏を助けるために「はだか拳」習得を志す。
鉄子
演 - 天使もえ
裸になると強くなる「はだか拳」の使い手。使用する拳法とは裏腹に性格は鉄の女で、冗談が通じない生真面目。元自警団員。
もともとは別の役でオーディションを受けており、切り替えるのが大変だったとインタビューで述べている。
ケイ
演 - 友田彩也香
トリプルはだか拳のひとり。赤のニップレス。歴史的文献であるはだか拳奥義書を大切にする。
モズ
演 - 海空花
トリプルはだか拳のひとり。青のニップレス。
ミキ
演 - 鳴谷美希
トリプルはだか拳のひとり。黄色のニップレス。
敷島貴
演 - 池田光輝
ネオセンジュ地区自警団リーダー。異性交際をする男女を取り締まる。父は山形刑事も頭が上がらない人物とのこと。鋼鉄の貞操体を装備している。
翔太郎
演 - 渡瀬剣士郎　
あきらの彼氏。ゲーム開発企業社員。横浜カジノパークを視察するために電車に乗っていたところ、自警団に捕獲される。白のブリーフ派。
カオリ
演 - 只埜なつみ
リフレ店「セラピークリニックNEOトーキョー」在籍のセラピスト。あきらにテクニックを教える。
キヨ
演 - 森累珠
あきらの友達。エッチな漫画が好き。あきらにお守りをプレゼントする。
山形刑事
演 - 前田ばっこー
風俗好きの刑事。下着はふんどし派。ふんどしをポケットのように使用する。
美桜
演 - 二階堂夢
鉄子の妹。

## スタッフ
- 監督・オフライン編集・効果：越坂康史[8]
- 脚本：高橋祐太
- 企画協力：大山喜三郎
- 音楽：Fabian（The Minnesota Voodoo Men）
- アクション監督：HAYATE
- ナレーション：B.B.Clarke
- 撮影：佐藤裕三
- 照明：木下篤弘
- 録音：八木重憲
- 編集・カラリスト：デモ田中
- 助監督：長谷井慎也
- 制作進行：高橋信二郎
- 特殊造形：杉本末男
- 音楽協力：東映音楽出版
- 協力：マメゾウピクチャーズ、ピポット鈴木康信、グンジ印刷、オルタナックソフト販売
- 製作：吉村文雄
- チーフプロデューサー：中野剛
- プロデューサー：岡部圭一圭、有馬顕、越坂康史
- 制作プロダクション：エル・エー
- 製作協力：オープンアイズ
- 製作著作：東映

## はだか拳Ω
『はだか拳Ω』（はだかけんオメガ）は、東映・Xstream46にて2021年10月22日より配信されているウェブドラマ作品である。
前作のヒットを受けて「脱げば脱ぐほど強くなる、はだか拳」というテーマを踏襲し制作。9月16日にスタッフ、キャストが発表された。監督は越坂康史、アクション監督はHAYATEが引き続き登板。脚本は新たにワッパーが担当する。9月26日にキービジュアルと予告編が公開された。第1弾で深く描き切れなかった「恋人を守る」という点に重きを置いており、二階堂夢を主演に据えることで脱ぎのシーンも全体的に増えている。天使はDVD発売時のインタビューではだか拳と並行して撮影したことを明かしている。
東映広報は東映ピンキーバイオレンス路線での池玲子、杉本美樹コンビになぞらえ、二階堂と天使を新時代のアクション女優コンビと称している。
前作主演の小槙は未出演だがプロモーションには参加している。
2022年4月27日、第1作である『はだか拳』とともに東映ビデオからDVDが発売。4月29日に発売イベントが行われた。

### あらすじ（Ω）
20XX年、ネオアサクサ地区。タピオカ好きの女子高生・美桜は、姉の鉄子が「はだか拳」を使い、たった一人で街を守っていたことを知る。高校に通い健全な毎日を過ごしていたが、祖父から一族の血筋を聞かされ、さらに姉が強敵に敗れたことにより、美桜自ら「はだか拳」を習得して戦うことを決意する。
秘められたはだか拳の過去、そして立ち向かうべき修行。さらにはネオアサクサの新興勢力・ハングレ集団青レンガが現れる。

### 登場人物（Ω）
美桜
演 - 二階堂夢
17歳の女子高生。姉・鉄子の締め付けに嫌気がさしている。ひろしとのセックス未遂時に股間に熱いものを感じ、才気に目覚める。
鉄子
演 - 天使もえ
はだか拳の使い手にして、一家の母替わりをする姉。妹の美桜に貞操を守るよう言いつけている。
ひろし
演 - 鍋岡守
美桜の恋人。オナニー大好きで手術が必要なほどのテニス肘となる。
アカマキ
演 - 堀田眞三
居酒屋を営む元ヤクザの親分。鉄子らの面倒を見る。精力の源はバナナ。
パパ
演 - チョコボール向井（写真のみ、特別出演）
美桜の実父。鉄子の義父。AV男優。故人。戒名は昇天院鉄雄誉優居士。
富久従業員
演 - 吉沢眞人
鉄子、美桜が居候する料亭・富久の料理長。アカマキとは同志。
富久従業員
演 - 高橋信二朗
鉄子、美桜が居候する料亭・富久のスタッフ。「青レンガ」に襲われ一時車いすの生活となる。　
オオトモ
演 - 川口貴弘
ネオアサクサ制覇を狙うハングレ集「青レンガ」団のトップ。もともとはネオヨコハマ出身。　関西の暴力団・犬山組と繋がっている。
マッコール
演 - チャック・ジョンソン
黒人プロレスラー。プロレス世界チャンピオンにしてスタイリスト。着衣プレイ好きの対はだか拳用心棒。
母
演 - 長谷川千紗
はだか拳伝承者にして鉄子、美桜の母。はだか拳を伝承した故にセックスした相手を殺してしまう悲運の持ち主。個人。戒名は昇天院脱勝誉宮大姉。
ケイ
演 - 友田彩也香
トリプルはだか拳のひとり。
モズ
演 - 海空花
トリプルはだか拳のひとり。
ミキ
演 - 鳴谷美希
トリプルはだか拳のひとり。

### スタッフ（Ω）
- 監督・オフライン編集・効果：越坂康史
- アクション監督：HAYATE
- 脚本：ワッパー
- 企画協力：大山喜三郎
- 音楽：Fabian（The Minnesota Voodoo Men）
- ナレーション：B.B.Clarke
- 撮影：佐藤裕三
- 照明：木下篤弘
- 録音：八木重憲
- 編集・カラリスト：デモ田中
- 助監督：長谷井慎也
- 制作進行：高橋信二郎
- 特殊造形：杉本末男
- 音楽協力：東映音楽出版
- 劇中PV：『シリウス』カワウソライダー
- キャスティング協力：八ッ橋さい子、Asaka
- 撮影協力：PHOTO STUDIO Fill
- 製作：吉村文雄
- チーフプロデューサー：中野剛
- プロデューサー：岡部圭一圭、有馬顕、越坂康史
- 制作プロダクション：エル・エー
- 制作協力：オーブンアイズ
- 製作著作：東映